# 굴절 (문법)
언어학에서 굴절(屈折, inflection)은 단어가 어떤 문법 범주를 나타내기 위해 모양을 바꾸는 현상이다. 예를 들어 동사가 과거시제·현재시제·미래시제 따위의 시제를 나타내기 위해 모양을 바꾸거나, 명사가 주격·목적격·여격 따위의 격을 나타내기 위해 모양을 바꾸는 것을 굴절이라 한다. 동사의 굴절을 활용이라 하고 명사나 비슷한 품사의 굴절을 곡용이라 불러 구분하기도 한다. 굴절은 단어를 만드는 어형성 방법의 하나로서 파생과 대립한다.
굴절하는 단어가 모양을 바꾸는 방법은 어간에 접두사·접미사·접요사·접환사 등 접사를 붙이거나, 어간의 모양을 바꾸거나, 어간을 중첩시키는 것 등등이 있다. 예를 들어 한국어 동사 “먹었다”에는 접미사(어미) “-었-”이 붙어서 과거시제를 나타내는데, 이는 시제에 따른 동사의 굴절이라 할 수 있다. 반면에 영어 문장 “I will eat”에서 동사 “eat”은 그 자체로 인칭·수·시제 따위를 나타내지 않고, 이는 굴절하지 않은 동사의 원형이라 할 수 있다.
결코 굴절하지 않는 단어를 불변화사라고 한다. 예를 들어 영어의 조동사 “must”는 어떤 문법 범주를 나타내기 위해 모양을 바꾸는 법이 없기 때문에 불변화사이다. 표준 중국어처럼 굴절이 거의 없는 언어를 고립어 또는 분석어라 하고, 반대로 굴절이 어느 정도 일어나는 언어를 종합어라 한다.
어떤 단어가 문장 안의 다른 단어와 맺는 관계 때문에 굴절하는 것을 일치라고 한다. 예를 들어 영어 문장 “The dog eats”에서 주어인 “the dog”는 3인칭 단수이기 때문에 현재시제에서 동사 “eat”에는 3인칭 단수를 나타내는 접미사 “-s”가 붙어야 한다. 이런 경우 동사가 주어의 인칭과 수에 일치한다고 한다. “The dog eat”이라는 문장은 올바르지 않다.

## 같이 보기
- 일치
- 억양
- 형태소
- 보충법
- 종합어
- 사피어-워프 가설
- 굴절어

## 추가 문헌
- Bauer, Laurie (2003). 《Introducing linguistic morphology》 2판. Washington, D.C.: Georgetown University Press. ISBN 0-87840-343-4.
- Haspelmath, Martin (2002). 《Understanding morphology》. London: Arnold, Oxford University Press. ISBN 0-340-76025-7.
- Katamba, Francis (1993). 《Morphology》. Modern linguistics series. New York: St. Martin's Press. ISBN 0-312-10101-5.
- Matthews, Peter (1991). 《Morphology》 2판. Cambridge: Cambridge University Press. ISBN 0-521-41043-6.
- Nichols, Johanna (1986). “Head-marking and dependent-marking grammar”. 《Language》 62 (1): 56–119. doi:10.1353/lan.1986.0014.
- De Reuse, Willem J. (1996). 《A practical grammar of the San Carlos Apache language》. LINCOM Studies in Native American Linguistics 51. LINCOM. ISBN 3-89586-861-2.
- Spencer, Andrew; Zwicky, Arnold M., 편집. (1998). 《The handbook of morphology》. Blackwell handbooks in linguistics. Oxford: Blackwell. ISBN 0-631-18544-5.
- Stump, Gregory T. (2001). 《Inflectional morphology: A theory of paradigm structure》. Cambridge studies in linguistics. Cambridge: Cambridge University Press. ISBN 0-521-78047-0.
- Van Valin, Robert D., Jr. (2001). 《An introduction to syntax》. Cambridge: Cambridge University Press. ISBN 0-521-63566-7.